# Yoque
Yoque o Ioke, (griego antiguo: Ἰωκή) en la mitología griega era la personificación femenina de la embestida, el tumulto de la batalla y persecución en la mitología griega; se puede transcribir como el ataque. Solo aparece citada en la Ilíada, en donde es uno de los daimones o espíritus de la égida de Zeus: «A ambos lados de los hombros se echó la floqueada égida terrible, cuyo contorno entero está aureolado por la Huida; en ella está la Disputa, el Coraje, el gélido Ataque, en ella está la cabeza de Górgona, terrible monstruo, espantosa y pavorosa, prodigio de Zeus, portador de la égida».  Los otros daimones son Fobos, Eris y Alke. Por su propia naturaleza pudiera estar relacionado con Eris o uno de sus hijos.
La palabra griega ἰωκή es un sinónimo raro para διωκή "derrota, persecución", del verbo común διώκω "impulsar, perseguir, ahuyentar".

## Ences externos
- El Proyecto Theoi - Ioke

- Datos: Q15977252